# Robert Matiebel
Robert Matiebel (* 25. November 1973) ist ein ehemaliger deutscher Fußballspieler und jetziger Journalist.

## Laufbahn
Der 1,97 Meter messende Mittelfeldspieler wechselte 1993 vom Bramfelder SV zum Verbandsligisten SC Concordia Hamburg.
Er verließ den SC Concordia, mit dem er zuvor in die neu eingeführte Regionalliga aufgestiegen war, in der Sommerpause 1994 und wechselte zum VfL Bochum. Beim VfL wurde er im Spieljahr 1994/95 in vier Bundesliga-Partien eingesetzt. Knieverletzungen warfen ihn zurück. 1996 ging er nach Hamburg zurück und spielte im Amateurbereich. Mit der zweiten Mannschaft des Hamburger SV und mit ASV Bergedorf 85 nahm er am DFB-Pokal teil. Auch mit dem TuS Dassendorf zog er in den Wettbewerb ein, Matiebel verpasste die Erstrundenbegegnung mit der SpVgg Unterhaching (damals Bundesligist) im August 2000 aber wegen eines Urlaubs.
Matiebel studierte an der Universität Hamburg (Politikwissenschaft und Amerikanistik) und durchlief die Axel-Springer-Akademie. Er wurde als Sportjournalist bei der Bild (ab 2002) und der Bild am Sonntag tätig. 2008 bekam er bei der Bild Berlin/Brandenburg die Leitung des Sportressorts übertragen. Am 1. Juli 2015 wurde Matiebel zusätzlich Sportressortleiter bei der B.Z.